# Andrew Barton
Sir Andrew Barton (c. 1466 Leith, Escocia - 2 de agosto de 1511 ) fue un marinero y corsario escocés originario del distrito de Leith. Ganó notoriedad realizando incursiones contra los barcos portugueses. Fue asesinado en batalla y recordado en canciones populares inglesas y escocesas.

## Corsario
Algunas de las expediciones de Andrew Barton a los puertos de Flandes en la década de 1490 están registrados en el Libro mayor de Andrew Halyburton. Era el mayor de tres hermanos; su hermano menor, Robert Barton de Over Barnton, se convirtió en Lord Alto Tesorero de Escocia .
Andrew se hizo a la fama para con los gobernantes de Inglaterra y Portugal como un "pirata", pero como legalmente operaba bajo una patente de corso en nombre de la Corona escocesa, puede ser descrito como un corsario . La carta de marca contra la navegación portuguesa fue otorgada originalmente a su padre John Barton por Jacobo III de Escocia antes de 1485. Los barcos de John habían sido atacados por barcos portugueses cuando comerciaba en Sluis, Flandes.
Jacobo IV de Escocia revivió las patentes en julio de 1507. Cuando Barton, navegando en un barco Lion, trató de tomar represalias contra los barcos portugueses en 1508, pero fue detenido por las autoridades holandesas en Veere. James IV tuvo que escribir a Maximiliano, el Emperador del Sacro Imperio Romano Germánico, y a otros para que lo liberaran en 1509. Andrew luego tomó un barco portugués que transportaba un cargamento inglés, lo que generó más dificultades, y Jacobo IV tuvo que suspender la patente de corso de Barton durante un año. Andrw capturó un barco de Amberes en 1509, el Fasterinsevin (martes de carnaval en escocés ; el nombre en holandés habría sido Vastenavond), que no entraba en el botóm autorizado en su patente. Jacobo IV le ordenó recompensar al capitán Peter Lempson y sus oficiales por su cargamento de glasto y lona.
Los Barton estaban apoyaron al rey Juan I de Dinamarca, y él les permitió hostigar el la ciudad de Lübeck. A cambio de este servicio, Juan de Dinamarca envió a Jacobo IV madera para los mástiles de sus barcos desde Flensburg. Andrew se unió al servicio de John brevemente en la primavera de 1511, pero zarpó sin permiso y tomó un barco que Jacobo IV le había dado a John.

## Última batalla
Más tarde, en 1511, mientras Andrew Barton navegaba por la costa inglesa en busca de presas portuguesas, él y sus barcos, el Lion y el Jenny Pirwyn, fueron capturados después de una feroz batalla con Sir Edward Howard y su hermano Thomas Howard, tercer duque de Norfolk, frente a Kent en el área de The Downs Según la historia contada en baladas, un arquero inglés disparó y mató a Andrés durante la batalla para posteriormente decapitarlo, su cabeza fue llevada al rey inglés como prueba de su muerte. De ser cierto, tal acción quizás habría sido ilegal porque Barton poseía una patente de corso. Los relatos de las crónicas inglesas y escocesas contemporáneas, que se describen a continuación, coinciden en que Andrew murió a causa de las heridas recibidas en la pelea.

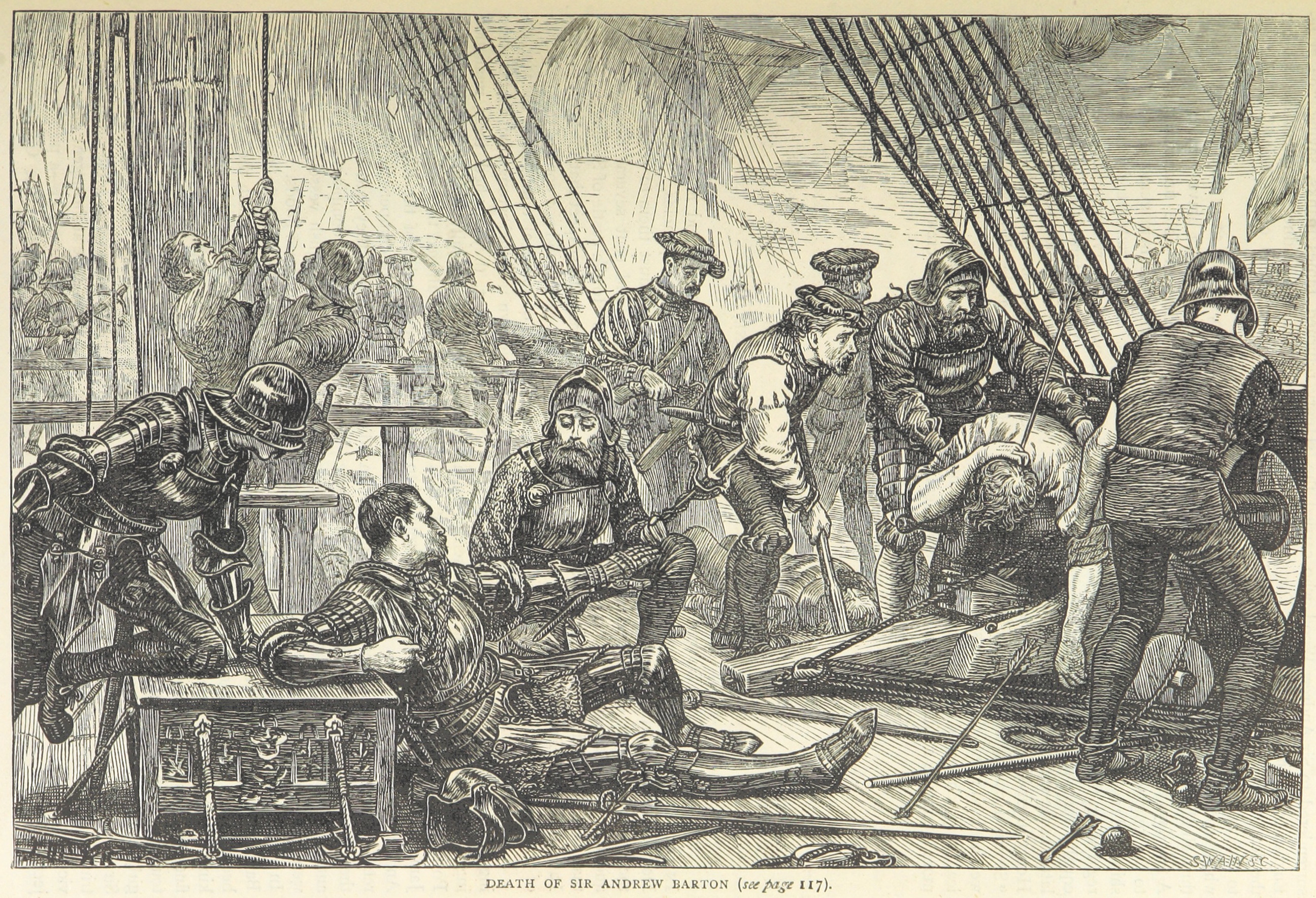
La muerte de Andrew Barton, ilustrada en las batallas británicas en tierra y mar de James Grant, 1873

El incidente se recordó dos años después en el intercambio de retórica en la batalla de Flodden. La historia de la batalla naval fue contada por Raphael Holinshed y en otras crónicas inglesas del siglo XVI. En la historia de Holinshed, los Howard al principio solo pretendieron acercarse y saludar a Andrew Barton, pero luego se enfrentaron en batalla, el barco de Barton era el Unicornio y murió a causa de sus heridas. Los sobrevivientes escoceses fueron llevados a Londres y mantenidos prisioneros en el alojamiento del obispo de York, en el York Place en Whitehall . Edward Hall escribió que Andrew animó a sus hombres durante la pelea con su silbato. Hall menciona que los dos barcos fueron llevados a Blackwall el 2 de agosto de 1511 y los prisioneros fueron liberados después de una entrevista con el obispo de Winchester, luego de reconocer su piratería.
El obispo escocés John Lesley dio un relato similar de la batalla en su crónica. George Buchanan tiene el detalle de que Andrew Barton siguió luchando después de que le rompieran la pierna por un disparo, y animó a sus marineros tocando un tambor antes de morir a causa de sus heridas. Buchanan enfatiza que los Howards navegaron por instrucción del rey Enrique VIII siguiendo una representación de un embajador portugués. Hall escribió que Enrique VIII estaba en Leicester cuando ordenó a los Howard que persiguieran a los barcos escoceses.

## En la cultura popular
Andrew Barton es el tema de una canción popular tradicional titulada Sir Andrew Barton o Andrew Bartin, una la balada infantil recogida en el folclor popular por Francis James Child. En algunas versiones, "Sir Barton" dice: 

"I am hurt, but I am not slaine;

I'le lay mee downe and bleed a-while,

And then I'le rise and fight againe."

En español sería:

"Estoy herido, pero no muerto;

Me acostaré y sangraré un rato,

Y luego me levantaré y pelearé de nuevo".

Su historia también se cuenta en Henry Martyn, otra balada de James Child, que parece ser una evolución posterior de la balada original.
Rudyard Kipling escribió una historia corta relacionada con Barton en su serie Puck de la colina de Pook.

## Descendientes notables
La familia Stedman, de la que ha habido varios miembros notables, como Charles Stedman (1753–1812) y John Gabriel Stedman (1744–1797), tiene la tradición de que Andrew Barton dejó un único hijo, Charles, que se casó con Susan Stedman de Leith y tomó el nombre de su esposa. Otro miembro notable fue John Andrew Stedman (1778–1833), quien fue general en el ejército holandés durante las Guerras Napoleónicas (su padre era un holandés naturalizado que había estado en la Brigada Escocesa al servicio de los Estados Generales de los Países Bajos). Su hijo Charles John William Stedman se convirtió en súbdito de Prusia y se instaló en la abadía de Besselich, cerca de Coblenza. Fue miembro de las asambleas nacionales de Fráncfort del Meno y Erfurt, y recibió el título de freiherr (barón). Tenía una familia numerosa, de la cual casi todos los hijos entraron en el Regimiento de Guardias Reina Augusta; ellos volvieron al apellido original de Barton.